# Edoardo Caliogna
Edoardo Caliogna (Genova, 3 gennaio 1990) è un pallanuotista italiano, attaccante della Rari Nantes Camogli, fratello di Alessandro Caliogna, che milita nel Rapallo. Nel 2005 alla Pro Recco vince lo scudetto e la Coppa Italia, oltre a disputare la finale di Coppa dei Campioni. Con il Sori ha conquistato una Coppa Comen.